# Bluesbreakers
John Mayall & the Bluesbreakers, genannt auch John Mayall’s Bluesbreakers, waren eine frühe britische Bluesband, in der eine Vielzahl bekannter Musiker spielten wie Eric Clapton (The Yardbirds, Cream), Peter Green (Fleetwood Mac), Mick Taylor (Rolling Stones), Don Sugarcane Harris, John McVie (Fleetwood Mac), Mick Fleetwood (Fleetwood Mac), Harvey Mandel, Larry Taylor (Canned Heat), Jack Bruce (Cream), Walter Trout, Aynsley Dunbar, Keef Hartley, Dick Heckstall-Smith, Andy Fraser (Free), Micky Waller, Johnny Almond und Jon Mark.

## Geschichte
Die Bluesbreakers wurden 1962 von John Mayall gegründet, nachdem Alexis Korner ihn dazu ermuntert hatte. Über die Jahre änderte sich die Besetzung ständig. So kam beispielsweise 1965 der stark unter Einfluss von B. B. King stehenden Gitarrist Eric Clapton nach Verlassen der Yardbirds hinzu, um sich mehr dem Blues, auch in Form bahnbrechender Gitarrensoli, zu widmen. 1965 erschien die Single I'm Your Witchdoctor und das erste Livealbum John Mayall Plays John Mayall, 1966 folgte das Album Blues Breakers with Eric Clapton, ein Top-Ten-Erfolg in England.
Im gleichen Jahr verließen Eric Clapton und Jack Bruce die Bluesbreakers und gründeten Cream. Clapton wurde durch Peter Green ersetzt, der das Album A Hard Road mit einspielte, anschließend allerdings die Bluesbreakers hinter sich ließ und 1967 Fleetwood Mac formierte. 1969 ging mit Mick Taylor auch der dritte Gitarrenvirtuose, der bei den Bluesbreakers erfolgreich geworden war, und schloss sich den Rolling Stones an. Ende der 1960er hatten die Bluesbreakers in den USA einigen Erfolg mit Harvey Mandel an der Gitarre und Larry Taylor am Bass. Beide spielten zuvor gemeinsam bei Canned Heat.
1971 veröffentlichte John Mayall mit mehreren Musikern, mit denen er zuvor schon bei den Bluesbreakern zusammengearbeitet hatte, das Album Back To The Roots.
1982 fand ein großes Blueskonzert statt, bei dem viele bekannte schwarze Bluesmusiker mitwirkten und John Mayall’s Bluesbreakers als Gastgeber und Begleitband agierten.
2003 trafen sich wieder fast alle ehemaligen Bluesbreakers, um anlässlich des 70. Geburtstages von John Mayall ein großes Konzert zu geben.

## Diskografie
Studioalben
- 1966: Blues Breakers with Eric Clapton (Decca Records)
- 1967: A Hard Road (Decca Records)
- 1967: Crusade (Decca Records)
- 1968: Bare Wires (Decca Records)
- 1985: Return of the Bluesbreakers (AIM)
- 1988: Chicago Line (Island Records)
- 1990: A Sense of Place (Island Records)
- 1992: Cross Country Blues (One Way Records)
- 1993: Wake Up Call (Silvertone Records)
- 1995: Spinning Coin (Silvertone Records)
- 1997: Blues for the Lost Days (Silvertone Records)
- 1999: Padlock on the Blues (Purple Pyramid)
- 2001: Along for the Ride (Eagle Records)
- 2002: Stories (Eagle Records)
- 2005: Road Dogs (Eagle Records)
- 2007: In the Palace of the King (Eagle Records)